# Палладин, Владимир Иванович
Влади́мир Ива́нович Палла́дин (11 (23) июля 1859, Москва — 3 февраля 1922 года, Петроград) — русский ботаник и биохимик, академик Петербургской академии наук (1914, член-корреспондент 1905). Основоположник школы физиологов и биохимиков растений (С. П. Костычев, Н. А. Максимов, Д. А. Сабинин, С. Д. Львов, Н. Н. Иванов, С. М. Манская и др.). Отец А. В. Палладина, биохимика, президента Академии наук УССР в 1946—1962 годах.

## Биография
Учился в 1-й московской гимназии, затем поступил в Московский университет на естественное отделение физико-математического факультета. Ученик К. А. Тимирязева и И. Н. Горожанкина. Окончил университетский курс в 1883 году, получил золотую медаль за выпускную работу «О внутреннем строении и способе утолщения клеточной оболочки и крахмального зерна». Был оставлен для подготовки к профессорскому званию.
В 1886 году назначен помощником инспектора и преподавателем ботаники и немецкого языка, а в 1887 году — профессором ботаники в Институте сельского хозяйства и лесоводства в Новой Александрии. В том же году защитил диссертацию на степень магистра ботаники «Значение кислорода для растений».
В 1889 году защитил докторскую диссертацию на тему «Влияние кислорода на распадение белковых веществ в растениях» и был назначен экстраординарным профессором по кафедре анатомии и физиологии растений в Императорский Харьковский университет. Основатель и первый руководитель (1889—1897) кафедры анатомии и физиологии растений университета.
В 1893—1894 годах находился в научной командировке в Германии, где работал в лаборатории профессора Р. Кюне (Гейдельберг), а затем знакомился с лабораториями известных физиологов растений: Э. Шульце (Цюрих), П. Пфеффера (Лейпциг), Г. Фехтинга (Тюбинген), Г. Кни (Берлин).
С 1897 года — профессор и заведующий кафедрой физиологии и анатомии растений Варшавского университета и директор Варшавского помологического сада. Одновременно читал лекции в Варшавском политехническом институте.
С 1901 года — профессор, заведующий кафедрой физиологии растений Петербургского университета; с 1904 года — заведующий кафедрой ботаники на Высших Бестужевских курсах. Написал ряд статей по физиологии растений для энциклопедии Брокгауза и Ефрона.
В 1907 году Упсальский университет (Швеция) присвоил Палладину степень доктора медицины (honoris causa).
После избрания в мае 1914 года был избран действительным членом Петербургской Академии наук, с сентября перешёл на службу в Академию наук, оставив преподавание в университете.
С 1917 по 1920 год находился в Харькове и в Крыму, работал в Таврическом университете, был назначен на пост директора Никитского ботанического сада.

## Адреса в Петрограде
1921 — 3 февраля 1922 года: Дом академиков, Николаевская набережная, 1/2, совр. адрес: 7-я линия Васильевского острова, 2/1, лит. А.
На фасаде дома установлена мемориальная доска в память об ученом с текстом: «Здесь жил с 1921 года и 3 февраля 1922 года умер академик Владимир Иванович Палладин выдающийся русский физиолог растений».

## Адреса в Харькове
1917—1919: ул. Пушкинская, 53, кв. 2

## Основные работы
Один из создателей теории дыхания растений как совокупности ферментативных процессов, осуществляемых системой оксидаз и дегидрогеназ. Согласно Палладину, в первой фазе дыхания происходит анаэробный распад воды и углеводов и восстановление так называемых дыхательных хромогенов, служащих акцепторами и переносчиками водорода, а во второй — кислород воздуха окисляет хромогены, превращающиеся при этом в дыхательные пигменты. Изучал процессы образования ферментов и координацию их действия.

## Сочинения
Первая работа — «О внутреннем строении и способе утолщения клеточной оболочки и крахмального зерна» («Учён. зап. Моск. ун-та. записках Московского университета». — 1884. — Вып. 4. — С. 1—65
- Athmung und Wachsthum Архивная копия от 13 января 2020 на Wayback Machine / Berichte der Deutschen Botanischen Gesellschaft. — 4,1886. — S. 322—328.
- Bildung der organischen Säuren in den wachsenden Pflanzentheilen Архивная копия от 13 января 2020 на Wayback Machine / Berichte der Deutschen Botanischen Gesellschaft, 1887. — S. 325—326
- Atmung der Pflanzen als hydrolytische Oxydation / Berichte der Deutschen Botanischen Gesellschaft. — 31, 1889, S. 80 — 82.
- Палладин В. И., проф. Физиология растений / С 5 портретами и 182 рисунками в тексте. — 6-е изд. — СПб.: Изд. А. С. Суворина, 1911. — X + 356 с.
- Физиология растений. — 9-е изд. — М.— Л., 1924
- Микробиология в сельском хозяйстве. — Л., 1924
- (Совместно с Манской С. А.) Свободная и соединенная с протопластами пероксидаза растений. Условия, вызывающие отщепление пероксидазы отпротопластов и переход её в клеточный сок / Известия Российской Академии Наук. VI серия. Том 15, 1925. — С. 449—472
- Дыхание растений и его отношение к процессам превращения вещества и энергии в растениях // Записки АН СССР, сер. 8. — 1930. — Т. 37. — № 3
- Избранные труды. — М., 1960 (есть биография и список работ)